# Посидоний
Посидоний (Ποσειδώνιος, 139/135 год до н. э., Апамея — 51/50 год до н. э., Рим) — древнегреческий философ-стоик, историк, географ, астроном.

## Биография
Посидоний родился в Сирийской Апамее. В молодости несколько лет провёл в Афинах, слушая лекции философа-стоика Панетия:10. Затем некоторое время путешествовал по Средиземноморью, посетил Италию, Испанию, Галлию и Германию, знакомился с обычаями, знаниями и культурой народов. Несколько лет провёл в Риме и получил доступ в высшие круги римского общества. Затем поселился на Родосе и открыл там философскую школу. В 77 году до н. э. его лекции слушал Цицерон. Через Цицерона с Посидонием познакомился Помпей, навещавший его в 66 и в 62 году до н. э. По утверждению Страбона, Посидоний являлся «самым многознающим философом нашего времени»:9.
Сочинения Посидония сохранились лишь во фрагментах, подавляющая часть которых не может быть отнесена к определённым трактатам. Известно о следующих сочинениях Посидония: «О критерии», «Об общих основах исследования против Гермагора», «Против Зенона Сидонского», «Сравнение мнений Гомера и Арата об астрономии», «Физика», «О мире», «О богах», «Основы метеорологики», «О небесных явлениях», «О судьбе», «О героях и демонах», «О гадании», «О величине солнца», «Об океане», «Перипл», «О душе», «О страстях», «О гневе», «Этическое рассуждение», «О добродетелях», «О надлежащем», «История» (по свидетельству Афинея (Пир Мудрецов, IV 66), она состояла, как минимум, из 49 книг) «История Помпея», «Протрептики», «Тактика».

## Физика
Физические воззрения Посидония вполне традиционны. Космос един, конечен, шарообразен, окружён пустотой извне; в центре него находится Земля. Бог — это огненная мыслящая пневма, простирающаяся по всему сущему; он же — космический логос, взаимосвязь всех космических процессов и «мировая симпатия». Звёзды — это божественные эфирные тела, Солнце — чистый огонь; Солнце и Луна питаются испарениями морей и пресных вод.
Учение о «мировой симпатии» сделало Посидония активным приверженцем астрологии; он считал, что судьба человека определена расположением звёзд в момент его рождения
Посидоний специально изучал явления радуги, грома и молнии, природу ветра. Он обсуждал глубину океана, подъёмы уровня океана в связи с вулканической деятельностью, природу землетрясений. В своем сочинении «Об Океане» он утверждал, что мировой океан некогда покрывал и материки, следами чего являются раковины, находимые на суше, а также залежи соли. Посидоний наблюдал приливы и отливы в Гадире, на побережье Атлантического океана, и обсуждал их связь с фазами Луны.

## Астрономия
Посидоний известен своей попыткой определить размеры земного шара (предыдущая попытка принадлежит Эратосфену, и обе они описаны в сочинении Клеомеда). Канопус по оценке Посидония поднимался в Александрии на 1/48 долю окружности, в Родосе же только показывался на горизонте, а линейное расстояние между этими городами (которые Посидоний считал расположенными на одном меридиане) оценивалось в 5000 стадиев. Отсюда окружность Земли составляла по оценке Посидония 240000 стадиев (Встречаются различные значения стадия: от 172,5 до 230,4 м), что очень близко к реальной окружности Земли 40000 км. Во всяком случае, метод Посидония уступает методу Эратосфена.
Посидоний считал расстояние от Земли до Луны равным 52⅛ земным радиусам, а до Солнца — 13098 земным радиусам, что представляет исключительную для его времени точность; но совершенно неизвестно, на основании каких соображений он получил эти оценки.

## Этика
По мысли Посидония, построение этики зависит от правильного понимания способностей души. Низшая способность означает стремление к наслаждению, вторая — к господству и обладанию, третья, разумная — к нравственной красоте. «Семя зла» находится в душе человека, ответственность лежит только на нём, а не на внешних обстоятельствах. Главная задача этики — нравственное воспитание. Конечная цель человека — жить, созерцая истину и стремясь к тому, чтобы ничего не делать по велению неразумного начала души. Нравственный идеал заключается в «продвижении»; для «продвигающегося» воспитание тождественно упражнению.